# 阮富仲
阮富仲（發音：[ŋwiən˦ˀ˥ fu˧˦ t͡ɕawŋ͡m˧˨ʔ] ⓘ；1944年4月14日—2024年7月19日），越南政治人物，生前为「四柱」之首，2011年至2024年出任越南共产党中央委员会总书记、中央军事委员会书记，生前是越南最高領導人及军事武装力量统领人。曾於2018年至2021年期间兼任国家主席及国防与安全委员会主席。
阮富仲出身于宣传领域，拥有副博士学位，早年长期在党刊《共产杂志》社工作，并担任过该刊总编辑。1996年进入执政领域，曾担任河内市委书记、中央理论委员会主席等职务，并在此间当选为越共中央委员。1997年12月起任越共中央政治局委员，1999年8月，获增补为越共中央政治局常委。2006年起，担任第十一届越南国会主席。
2011年1月，在越南共产党第十一次全国代表大会上当选为中央委员会总书记和中央军事委员会书记，成为越南党和国家的最高领导人。2018年10月，阮富仲在越共十二届八中全会上被提名为越南国家主席人选，10月23日，在越南第十四届国会第六次会议上当选为国家主席，接替此前因病逝世的陈大光成为国家元首。2021年1月31日，在越共十三届一中全会上再次当选为越共中央总书记，打破了连任两届的规定，亦成为继胡志明与黎筍后任期最长的越共最高领导人。
阮富仲在總書記任內發起大規模反腐敗運動，導致國家主席阮春福、武文賞、國會主席王廷惠、中央書記處常務書記張氏梅等越南最高層領導幹部先後被迫辭職。
2024年7月19日，阮富仲因病于河内逝世，享年80歲。

## 早年经历
阮富仲生于越南福安省东英县东会社（今屬河內市）。1957年至1963年，就读于河内市嘉林县阮嘉韶初中和高中，1963年至1967年，就读于河内综合大学语言文学系。批准入党日期是1967年12月19日（正式入党日期：1968年12月19日）。
- 1967年12月－1973年8月，担任《共产》杂志编辑干部。
- 1973年9月－1976年4月，在阮爱国高级党校（目前是胡志明国家政治学院）攻读政治经济学系。
- 1976年5月－1981年8月，任《共产》杂志编辑及党支部副书记。
- 1981年9月－1983年7月，前往苏联社会科学院实习，并获历史党建专业副博士的学位。
- 1983年8月－1987年8月任《共产》杂志党建部副主任。
- 1987年9月－1989年任《共产》杂志党建部主任。
- 1985年7月－1991年12月任《共产》杂志党委副书记和书记。
- 1989年3月－1990年4月任《共产》杂志编辑部委员。
- 1990年5月－1991年7月任《共产》杂志副总编辑。
- 1991年8月－1996年8月任《共产》杂志总编辑。

## 进入中央
1994年1月至1997年12月，连任越共第七至八届中央委员会委员。历任越共河内市委副书记、河内市委书记、中央理论委员会主席等职务。
1997年12月在越共八届四中全会上当选中央政治局委员并负责思想、文化、科技方面的工作，1999年8月被增补为越共中央政治局常委。2001年4月和2006年4月在越共九大和十大上连任中央政治局委员。
2006年6月，阮富仲在越南第十一届国会第九次会议上当选为国会主席。

## 四柱之首
2011年1月19日越南共产党第十一次全国代表大会在河内国家会议中心闭幕，阮富仲接替农德孟当选新一届越共中央总书记兼任越共中央军事党委书记，位列越南共产党中央政治局和中央书记处之首，是越南实行一党制下的最高領導人，位居「越南四柱」之首。
2016年1月的越南共产党第十二次全国代表大会上，国家主席、政府总理和国会主席都退出中央委员会，年过70的阮富仲作为唯一候选人连任党总书记，是当时唯一连任的「四柱」领导人。《日经新闻》报道称，阮富仲将时任副总理阮春福提拔为总理，迫使时任总理阮晉勇退出政坛。
2018年10月3日，越共中央十二届八中全会通过决议，提名阮富仲为新一届越南国家主席人选，并在同年10月23日召开的越南第十四届国会第六次会议上正式当选。有媒体称越南将仿效邻国中华人民共和国和老挝，由执政共产党总书记兼任虚位国家元首的职务，让最高领导人方便从事外交和国事工作。但在2021年4月5日，阮富仲不再兼任国家主席一职，该职务由前总理阮春福接任。
2021年，越南共產黨第十三次全國代表大會前夕，阮富仲发表文章赞扬越南阻断2019冠状病毒病疫情扩散、保持经济发展、提高人民生活水平、融入国际社会等方面的成果，并提出渴望和平、稳定、繁荣的两个一百年目标：
- 2025年，將越南发展成为工业朝着现代化方向和脱离中等偏下收入国家行列的发展中国家。
- 2030年庆祝建党100周年，將越南发展成为现代化和跨入中等偏上收入国家行列的发展中国家。
- 2045年庆祝建国100周年，將越南发展成为高收入的发达国家。

2021年1月31日，阮富仲於越共十三屆一中全會上再次当选为越共中央總書記，為其第3次出任該職位，打破了黨章規定總書記不能由同一人連續擔任超過兩個任期的規定，外界視阮富仲是繼胡志明和黎筍後最強勢的越共領導人。

### 反腐运动
2016年后，越共在阮富仲的领导下开始仿效中共中央总书记习近平主导的反腐运动，启动燃烧熔炉运动，但批评者认为反腐运动只是扼杀党内异议的手段。
2017年，阮富仲将前胡志明市党委书记丁罗升撤职。丁罗升后因担任越南国家石油和天然气集团董事长时，对国家经济管理不当、造成公司巨额亏损被捕并判刑。不过据报道，丁罗升也涉嫌腐败。丁罗升是第一个被监禁的前越共中央政治局委员，目前正在服13年有期徒刑。
2020年12月12日，阮富仲在其领导的中央反腐指导委员会会议上发言表示，腐败已经逐步得到遏制，为政治稳定做出了贡献。会议报告显示，自2013年中央反腐指导委员会成立以来，已有13万名越共党员、干部受到处分。其中，有8.7万人在2016年党代会后受到处分，其中3,200党员与腐败有关，由中央管理的干部超过110名（越共中央委员和原越共中央委员27名，越共中央政治局委员和原越共中央政治局委员4名，武装力量军官30多名）。
2023年1月，阮富仲發起的反貪腐運動導致兩位副總理范平明、武德儋被罷免，國家主席阮春福被迫辭職。
2024年3月，出任越南國家主席只有一年多的武文賞因涉嫌違反黨規，被迫辭職。隨後國會主席王廷惠和中央書記處常務書記張氏梅等最高層領導幹部也先後被迫辭職。

### 外交
阮富仲领导下的越南外交被称为“竹子外交”。
2015年7月，阮富仲到美国访问，与美国总统贝拉克·奥巴马在白宫会见，是越南最高领导人历史上首次访问美国。
2022年10月31日，到访中国北京的越共中央总书记阮富仲获中共中央总书记兼中国国家主席习近平颁发友谊勋章。阮富仲是中共二十大后第一个访华的外国领导人，而中国也是阮富仲在越共十三大后首个外访的国家。
2023年9月10日，美国总统拜登访问越南，同阮富仲举行会谈，双方宣布跳过战略合作伙伴关系，将双边关系直接提升为全面战略伙伴关系。这是越南唯一一次跳过战略合作伙伴关系级别。至此，越南和联合国安理会全部常任理事国都建立了战略伙伴关系。

## 任内病逝
2024年7月18日，因阮富仲寻求接受治疗，越南国家主席苏林暂代阮富仲指导越共中央委员会和政治局，同日阮富仲在河内第108军中央医院获颁金星勋章。
2024年7月19日13时38分，阮富仲在河内第108军中央医院逝世，享年80岁。越共中央委员会、越南国会、越南社会主义共和国主席、越南社会主义共和国政府、越南祖国阵线中央委员会其后发布关于为阮富仲同志举行国葬的特别公告，宣布阮富仲的国葬分7月25日和26日两天进行，期间各机关、单位、公共场所下半旗志哀，不组织公共娱乐活动。
阮富仲去世后，多国领导人与联合国秘书长等表示哀悼。
为了纪念他，古巴共和国宣布于当地时间7月20日早上6点至7月21日24时举行正式吊唁活动，下半旗致哀，并于2024年7月22日全天举行全国哀悼仪式，期间不举行公共娱乐活动。老挝人民民主共和国宣布于7月25日至26日进行全国哀悼，降半旗致哀并停止所有形式的娱乐活动。

## 评价
|                            | 阮富仲同志是坚定的马克思主义者，是越南共产党和越南人民的伟大领导者，他把毕生精力献给越南党和国家各项事业，为越南革新开放和社会主义建设事业，为世界社会主义运动发展作出杰出贡献。 |
| ——中共中央致越共中央的唁电 | |

|                    | 在他一生的革命生涯中，他把全部精力和智慧奉献给了民族解放、国家统一和越南共产党的革新事业的重要工作，特别是建设和整顿党的坚强和廉洁的工作，以及预防和打击腐败和消极现象的工作，推动越南国家不断发展，越南在国际和地区舞台上的地位明显提高。阮富仲同志已成为时代的杰出领导者。 |
| ——老挝致越南的唁电 | |

## 批评争议
2016年，非政府组织「无国界记者」把阮富仲列入“新闻自由掠夺者”名单。

## 荣誉

### 国内荣誉
- 越南
  -  一级抵抗勋章（2018年颁发）
  - 越南共产党在党50周年纪念章（2018年颁发）[35]
  - 越南共产党在党55周年纪念章（2023年颁发）[36]
  - 文化事业奖章
  - 新闻事业奖章
  - 青年事业奖章
  -  金星勋章（2024年7月18日授予）[37]

### 外国荣誉
- 古巴
  -  何塞·马蒂勋章（2012年4月9日颁发）[38]
- 中华人民共和国
  - 友谊勋章（2022年10月31日于北京颁发）[39]

### 其它荣誉
- 俄罗斯联邦共产党
  -  列宁奖（2021年12月15日颁发）[40]

## 著作
- 《社会主义理论和实践若干问题以及越南走向社会主义的道路》
- 《稳步走在革新道路上》（1-2卷）
- 《党强大，国家发展，民族长存》
- 《坚信党的领导，克服任何困难》
- 《全党全民同心协力建设我们日益繁荣幸福的国家》
- 《团结一道，坚定信心，使国家进入新的发展阶段》
- 《坚决、坚持不懈地防治腐败和消极问题，为建设我们更加廉洁强大的党和国家做出贡献》[41]
- 《新时期越南社会主义祖国建设与捍卫事业的军事路线和国防战略的若干问题》（2023年7月）[42]
- 《发挥全民族大团结传统，建设越南日益富强文明幸福》（2023年11月）[43]
- 《建设与发展全面现代化和富有民族本色的越南对外、外交体系》（关于竹式外交政策[44]，2023年11月）
- 《化挑战为机遇，决心创造突破，使国家快速可持续发展》（2024年2月）
- 《推进党风廉政建设，为胜利实现党的十三大决议作出了贡献》（2024年2月）[45]
- 《在党的光辉旗帜下自豪与自信，下决心建设日益富强文明、文献和英雄的越南》（2024年3月）
- 《建设和发展先进的、充满民族特色的越南文化》（关于越南文化[46]，2024年6月）
- 《国会深化改革满足越南社会主义法治国家建设和完善要求的进程》（关于国会[47]，2024年7月）

## 外部連結
- Biography of Party General Secretary Nguyen Phu Trong
- Tiểu sử tóm tắt ông Nguyễn Phú Trọng trên trang web Quốc hội nước Cộng hoà Xã hội Chủ nghĩa Việt Nam
- Ông Nguyễn Phú Trọng được bầu làm Chủ tịch Quốc hội （页面存档备份，存于）
- Đại hội VII của Đảng
- Ông Nguyễn Phú Trọng được bầu làm Chủ tịch Quốc hội